# Julian Koch
Julian Koch (* 11. listopadu 1990, Schwerte, Německo) je profesionální německý fotbalista, který hraje na postu obránce za německý klub MSV Duisburg, kde je na hostování z Borussie Dortmund. Co se postu týče, hraje hlavně na pravém kraji obrany, ale může hrát rovněž stopera (středního obránce) anebo defenzivního záložníka. Jeho tržní cena je podle serveru Transfermarkt.de 1,75 milionu eur.

## Kariéra

### Začátek kariéry
Koch začal s fotbalem v týmu VfL Hörde. V roce 2001 si jej mladého hráče vyhlídla Borussie Dortmund, kam přestoupil. S přestupem do Dortmundu se změnil i jeho post ze záložníka na obránce. Sedm let strávil v mládežnických mužstvech Borussie. V roce 2008 byl přeřazen do rezervního týmu.

### Klubová kariéra
V A-týmu odehrál Koch zatím dvě utkání. Debutoval 6. března 2010 v zápase s Borussií Mönchengladbach. V sezóně 2010/11 byl na hostování v druholigovém MSV Duisburg.